# 小行星6952
小行星6952（英語：6952 Niccolo）是一颗围绕太阳公转的小行星。1986年5月4日，愛德華·鮑威爾在可可尼诺县发现了此天体。
这颗小行星的绝对星等为66.81563等。